# Inge Högerová
Inge Högerová (* 29. října 1950, Diepholz) je německá politička, členka Levice a poslankyně spolkového sněmu.
Byla také zakládající členkou Arbeit & soziale Gerechtigkeit - Die Wahlalternative a členkou Die Linkspartei.PDS.
Koncem května 2010 se nacházela na palubě konvoje do Pásma Gazy napadeného Izraelem.